# Maurizio Carlotti
Maurizio Carlotti (Venecia, 3 de marzo de 1953) es un empresario de la comunicación italiano, afincado en España. Está casado y tiene cuatro hijos.

## Trayectoria profesional
Dio sus primeros pasos profesionales en su localidad natal y en 1979, con tan solo 26 años, se convertía en director general de la cadena local Televenezia, donde permanece hasta 1984. Posteriormente se dedicaría al negocio publicitario, ocupando diversos cargos en importantes compañías.
Esa época coincide con su compromiso político con el Partido Comunista Italiano, con el que colabora públicamente y en el que milita hasta 1990.
En 1986 pasa a formar parte de la compañía Publitalia de Fininvest, que es propiedad de Silvio Berlusconi, ex primer ministro de Italia.
En junio de 1993, es enviado por Fininvest a España para realizar una auditoría interna a Telecinco, de la que es accionista mayoritario, y que tuvo como resultado el cuestionamiento de la gestión del consejero delegado Valerio Lazarov, acuciado por la crisis de audiencia y económica. El 3 de diciembre de 1994, Lazarov es destituido y fue relevado precisamente por el propio Carlotti, que se convierte en consejero delegado y director general.
Él asume de forma personal la gestión económica, administrativa y financiera e inicia una etapa de saneamiento, con remodelación de programas y recorte de gastos, que provoca la primera huelga en una televisión privada en España. Sólo 6 meses después de su nombramiento, los puestos de trabajo en Telecinco se habían reducido en un 40%.
Posteriormente, negoció la entrada del Grupo Correo en el accionariado de la cadena, que se produjo en enero de 1996. El ejercicio de 1995 cerró con beneficios, acompañados de una recuperación de la audiencia (20,7% de cuota de pantalla en septiembre de 1996). En 1997, se declaró un beneficio neto de 9.004 millones de pesetas.
En junio de 1998 fue apartado de su cargo de director general, si bien mantuvo el de consejero delegado. Un mes después es nombrado consejero delegado de Mediaset, el grupo más importante de televisión privada en Italia. En 1999 cede su puesto de consejero delegado a su compatriota Paolo Vasile.
En el año 2000 abandonó Mediaset, para incorporarse al grupo editorial italiano De Agostini, que entra en alianza con la española Planeta.
Cuando en mayo de 2003, Telefónica vendió el 25% de las acciones del Grupo Antena 3 al Grupo Planeta y al tiempo que José Manuel Lara Bosch es nombrado presidente de la cadena, se le designa como consejero delegado el 19 de junio de 2003, en sustitución de Ernesto Sáenz de Buruaga.
Inicia como tiempo atrás hizo en Telecinco, un recorte en plantilla que al igual que sucedió diez años antes, provoca una huelga y la salida de la cadena de entre muchos otros profesionales como Jesús Hermida, Olga Viza o Rosa María Mateo.
También propició la salida a bolsa de la cadena en abril de 2003. Cinco años más tarde, el 23 de abril de 2008, era nombrado vicepresidente del Grupo Antena 3.
El 27 de julio de 2017 deja de ser vicepresidente de Atresmedia para pasar a consejero externo del grupo hasta el 25 de abril de 2019, fecha en la cual puso fin a 40 años de trayectoria profesional.

## Premios
- Premio de periodismo Fernández Latorre (1998).
- Premio Cereza de Oro (2013).